# 卡罗琳娜·马林
卡罗琳娜·马林（西班牙語：Carolina Marín，1993年6月15日—），全名卡罗琳娜·玛丽亚·马林·马丁（西班牙語：Carolina María Marín Martín），生於西班牙韦尔瓦，西班牙羽毛球女子單打運動員，曾保持女子單打世界排名第一位66週，多次奪得世界錦標賽、歐洲錦標賽冠軍。
马林在2011年為西班牙奪得歐洲青年錦標賽首冠；2013年在倫敦黃金大獎賽成為首獲黃金大獎賽冠軍的西班牙球員。2015年奪得全英公開賽冠軍，在歐洲羽毛球錦標賽六度奪得女單冠軍並達成六連冠（2014年、2016年、2017年、2018年、2021年、2022年），2014年為西班牙首奪世錦賽冠軍，並在2015年、2018年再次奪冠，2016年奪得2016年夏季奧林匹克運動會羽毛球比賽女子單打金牌，成為继丹麦選手波尔-埃里克·赫耶尔·拉尔森后，史上第二位赢得奥运单打金牌的非亚洲球员，以及歐洲和西班牙第一位集世錦賽、奧運冠軍於一身的羽毛球運動員。

## 早年
卡罗琳娜·马林从小活泼好动，由於非常喜欢西班牙的传统舞蹈弗拉明戈舞，她很早就接受舞蹈训练。到8岁時，她在好朋友的介紹下接觸羽毛球，自此便愛上此項運動，並在韋爾瓦的羽毛球俱樂部接受訓練；此後她决定放棄舞蹈，一心一意打羽毛球。為此，马林從小就必須離開家鄉，遠赴位於马德里的國家訓練中心。至2005年，马林報名參加布魯塞爾U15羽毛球國際賽，首次出戰国际赛事。

## 球員生涯

### 2009－2012年：國際賽首冠與歐青賽冠軍

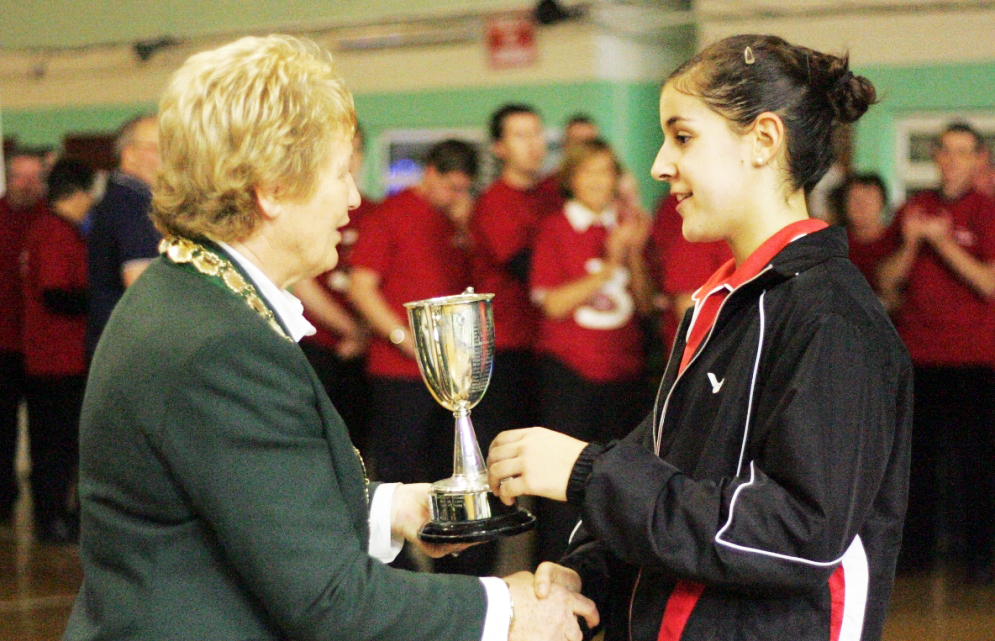
马林在2009年愛爾蘭羽毛球國際賽首摘國際賽桂冠

2009年4月，卡罗琳娜·马林在意大利米蘭舉行的歐洲青年羽毛球錦標賽贏得了银牌；其後又在17歲以下級別的歐洲錦標賽贏得冠軍。12月，馬林從資格賽出發，在愛爾蘭國際賽一路闖進決賽，最終以2比1（22-24、21-14、21-16）逆轉荷蘭選手蕾秋·范曲森，奪得生涯首座國際冠軍。
2011年7月，卡罗琳娜·马林在芬蘭萬塔舉行的歐洲青年羽毛球錦標賽上擊敗隊友比阿特丽斯·科拉莱斯，斩获女單金牌，这也是西班牙在羽毛球欧洲锦标赛上拿到的第一枚金牌。同年8月，馬林首次參加世界羽毛球錦標賽，她在女子單打比賽前兩輪先後淘汰荷蘭老將姚洁，以及位列15號種子的日本名將廣瀨榮理子，躋身十六強；惜敗給賽事的最終亞軍、中華台北的鄭韶婕出局。同年11月，马琳轉戰臺灣桃園舉行的世界青年羽毛球錦標賽，奪得女子單打銅牌。
2012年8月，马琳代表西班牙出戰英國倫敦舉行的奥林匹克运动会羽毛球比賽女子單打項目，在小組賽階段先以0比2負於中國的李雪芮，後以2比0戰勝秘魯的克劳迪亚·里韦罗·莫登斯，最終以一勝一負的小組次名成績出局。

### 2013年：世錦賽晉八強

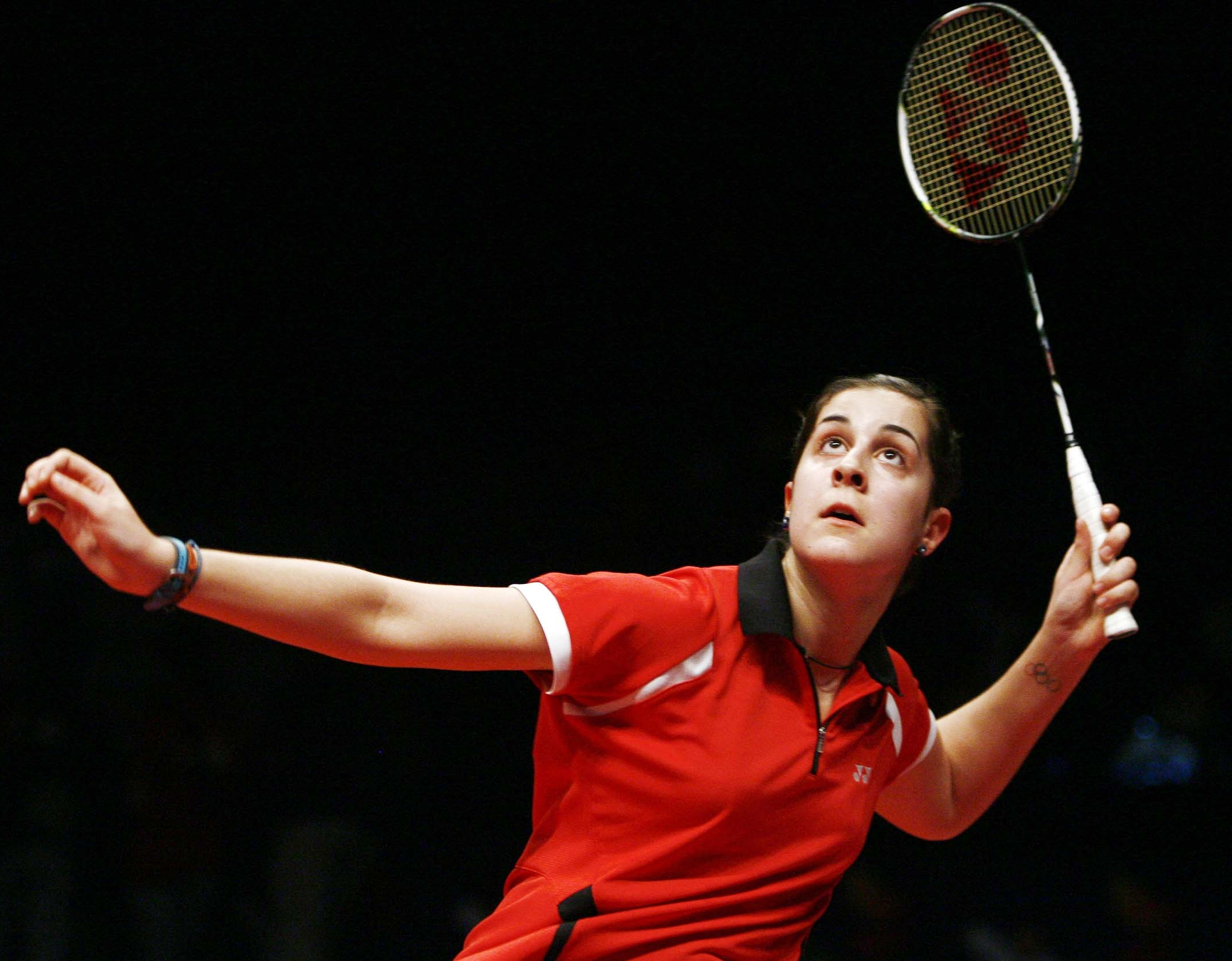
马林於2013年泗水亞通盃

2013年8月，卡罗琳娜·马林參加中國廣州舉行的世界羽毛球錦標賽，出戰女子單打項目。在首圈先以2比0擊敗印尼名將的阿德里安蒂·菲尔达萨里，在第二圈又以2比1力克14號種子、泰國的布桑兰·恩布鲁庞晉級；第三圈面對5號種子、韓國的成池鉉，她在落後一局下以2比1（13-21、21-13、22-20）逆轉勝出；但至半準決賽，她在力戰下終以1比2（18-21、22-20、15-21）不敵4號種子、泰國的拉差诺·因达农，8強止步，但已創下西班牙球手在世錦賽的最佳成績。
同年年末，马琳先後在倫敦黃金大獎賽、蘇格蘭大獎賽和意大利國際賽贏得女單冠軍，創下個人在國際公開賽的最佳成績。在12月19日公布的世界排名中，马琳的女單排名升至個人新高第15位。

### 2014年：歐錦賽及世錦賽奪冠

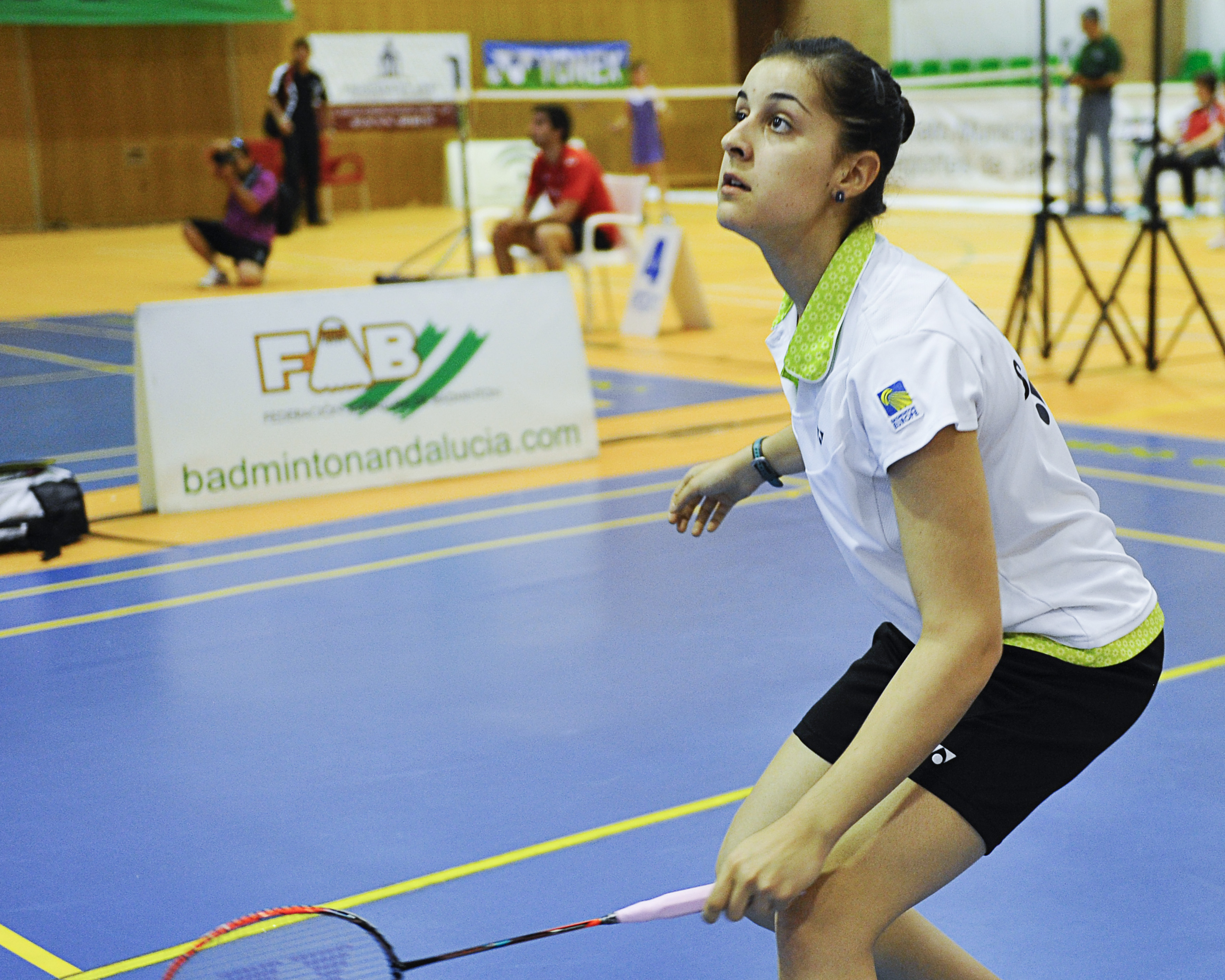
马林於2014年西班牙全國羽球錦標賽

2014年4月，卡罗琳娜·马林出戰在俄羅斯喀山舉行的歐洲羽毛球錦標賽，並位列女單頭號種子。她先在準決賽以2比0（21-12、21-9）輕取德國老將卡琳·施纳泽，其後又在決賽以2比1（21-9、14-21、21-8）力克丹麥新星安娜·蒂亚·马德森，奪得冠軍，成為西班牙史上首位贏得歐洲冠軍的羽毛球選手。
同年6月，马琳出戰澳洲羽毛球超級賽，並打進女單決賽；最終，她以0比2（18-21、11-21）不敵印度好手塞娜·内维尔，屈居亞軍，但亦刷新個人在公開賽的最佳成績。在7月24日公布的世界排名中，马琳的女單排名升至個人新高第9位。
同年8月，马琳參加丹麥哥本哈根舉行的世界羽毛球錦標賽，以9號種子身分出戰女子單打項目 ，故在首圈輪空。她先在次圈以2比1力克馬來西亞的郑清亿；在第三圈又爆冷以2比0（21-9、21-12）輕取3號種子、中國的王仪涵晉級。她在半準決賽面對8號種子、中華台北的戴資穎，在力戰下以2比1（19-21、21-19、21-11）逆转勝出，首次打進四強；其後，她更在準決賽以2比0（21-17、21-15）直落兩盤擊敗另一「黑馬」、印度的普萨拉·文卡塔·辛杜，晉級決賽。
在決賽中，马琳对阵頭號種子、中國的李雪芮。马琳在比赛开局一直受壓，一度以7-14落後，但其後慢慢进入状态，一度追到13-15，但最終仍以17-21先輸一局。至第二局，在技术暂停時马琳仍以7-11落後，但此后她趁李雪芮体能下降积极杀上网，打出一波9-2，並以21-17扳回一局。在決勝局，她越战越勇，最終以21-18再下一城，爆冷奪得世锦赛女單冠军，成为西班牙羽毛球历史上首位世界冠军。

### 2015年：衛冕世錦賽
2015年8月，馬琳參加印尼雅加達舉行的世界羽毛球錦標賽，以頭號種子及衛冕身分出戰女子單打項目，故在首圈輪空。她在賽前右腳第5跖骨受傷，但最後仍能出賽。她先在次圈以2比1反勝馬來西亞的鄭清憶；在第三圈又以2比1力克中華台北的白馭珀晉級，其間曾因腳踝扭傷而要接受物理治療。她在半準決賽面對7號種子、中國的王適嫻，結果以2比0（21-17、21-19）勝出。其後，她在準決賽对阵8號種子、南韓的成池鉉，以2比1（21-17、15-21、21-16）勝出，晉級決賽。
在決賽中，馬琳對陣2號種子、印度的塞娜·内维尔。雙方在第一局初段得分較為緊湊，馬琳在落後 5-7 的情况下连得6分，以 11-7 领先进入技术暂停；在暂停之後，她加速發力，以21-16率先拿下一局。第二局开局后内维尔加快速度，馬琳在技术暂停時以 6-11 落後；在进入中局後，馬琳趁對手轉趨保守而主动连续得分，不久就将比分追成 12-12，最後更以21-19勝出，成功衛冕。
在頒獎儀式上，主辦單位在播放西班牙國歌《皇家進行曲》時誤用了弗朗西斯科·佛朗哥獨裁時代的歌詞（現在的版本無歌詞），馬琳覺得好笑，世界羽聯因此致歉。

### 2016年：里約奧運金牌
2016年4月，卡罗琳娜·马林出戰在 法国永河畔拉罗什舉行的歐洲羽毛球錦標賽，並位列女單頭號種子。她先在準決賽以2比0（23-21、21-15）擊敗丹麦一姐萊恩·杰克斯菲德，其後又在決賽以2比0（21-12、21-18）完胜蘇格蘭新星克里斯蒂·吉尔莫，奪得冠軍，成為西班牙史上首位蝉联贏得歐洲冠軍的羽毛球選手。夺冠后，卡罗琳娜·马林表示，这个奖牌将会给父母作为生日礼物。
2016年8月，卡罗琳娜·马林第二次代表西班牙出戰巴西里約熱內盧舉行的奥林匹克运动会羽毛球比賽女子單打項目，在小組賽階段先後擊敗丹麦的萊恩·杰克斯菲德和芬兰的南纳·瓦尼奥，順利晉級淘汰賽。首輪輪空，以赛会1號種子和小组取胜直接晉級八强。半準決賽，卡罗琳娜·马林面對赛会7号种子、韩国的成池鉉，她拥有绝对实力以2比0（21-12、21-16），拿下对手。準決賽，卡罗琳娜·马林面對赛会3号种子、中国的李雪芮，以2比0（21-14、21-16），轻取赢下。決賽中，面對赛会9号种子、印度的普萨拉·文卡塔·辛杜，两人的进攻是目前看来数一数二的，拥有网前质量较高的卡罗琳娜·马林，加上技术更加一筹的她有着场上优势压制普萨拉·文卡塔·辛杜。最终，经历3局的激战，卡罗琳娜·马林先在首局丢失的情况下，连扳回两局以2比1（19-21、21-12、21-15）力克普萨拉·文卡塔·辛杜。为西班牙羽坛继2014年和2015年世锦赛后，又再一次创下史无前例的历史性一刻，成为西班牙史上第一位奥运女子单打冠军。

### 2017年：世錦賽八強
2017年8月，马琳參加蘇格蘭格拉斯哥舉行的世界羽毛球錦標賽，以3號種子身分出戰女子單打項目，故在首圈輪空。她先在次圈以2比0輕取香港的葉姵延；第三圈又以2比0（21-7、21-11）擊敗丹麥的米娅·布里西费尔特晉級；但至半準決賽面對賽會7號種子、日本的奧原希望，力戰之下以1比2（18-21、21-14、15-21）不敵對手，8強止步，衛冕失敗。

### 2018年：歐錦賽四連霸、世錦賽奪冠
2018年4月，卡罗琳娜·马林出戰西班牙韦尔瓦舉行的歐洲羽毛球錦標賽，並位列女單頭號種子，故在首圈輪空。次圈以2比0 （21-15、21-12）轻取法国的玛丽·巴托梅内。十六強中，同样以2比0 （21-14、21-7）横扫瑞士的萨布丽娜·贾奎特。八强中，面对赛会7号种子、丹麦的纳塔利娅·科克·罗泽，大比分以2比0 （21-17、21-10）取胜。四强中，相遇赛会3号种子、丹麦的米娅·布里西费尔特，表现突出以2比0 （21-17、21-16）打压对手。决赛中，迎战了赛会4号种子、俄罗斯的叶夫根尼娅·科泽茨卡亚，毫无悬念地以2比0 （21-15、21-7）夺得冠军，就此实现了她在欧锦赛女單项目中的四连冠状举。
同年5月，马琳參加中国江苏省南京市舉行的世界羽毛球錦標賽，以7號種子身分出戰女子單打項目，故在首圈輪空。她先在次圈以2比0（21-9、21-8）横扫泰国的布桑兰·恩布鲁庞；第三圈又以2比0（21-7、21-13）輕取日本的佐藤冴香晉級。八强中，面对赛会10号种子、印度的塞娜·内维尔，大比分以2比0 （21-6、21-11）取胜。四强中，相遇赛会6号种子、中国的何冰娇，以2比1 （21-13、16-21、13-21）擊敗对手，晉級決賽。決賽中，面對赛会3号种子、印度的普萨拉·文卡塔·辛杜，卡罗琳娜·马林第一局以 11-8 劣势进入技术暂停；在暂停之後，她开始加速發力，追至15平后，双方开始激烈对战，最终以21-19率先拿下一局。第二局开局后馬琳加快速度，在技术暂停時以 11-2 大幅领先；最後以21-10大优势勝出以2比0（21-19、21-10）力克普萨拉·文卡塔·辛杜。为西班牙羽坛继2014年和2015年世锦赛后，又再一次夺得世锦赛女子单打冠军，而卡罗琳娜·马林也就此成为历史上第一位在世界羽毛球锦赛三夺女單项目冠军的球员。

### 2019－2022年：兩度受傷復出

#### 前十字韌帶撕裂
2019年1月，卡罗琳娜·马林出戰印尼羽毛球大師賽，在女單決賽對戰塞娜·内维尔時，於一次殺球落地後疑似傷及右膝，倒地扶著右膝並面露痛苦。她其後一度嘗試忍痛負傷再戰，但最後無奈決定退賽。賽後檢查確定马琳右膝前十字韌帶撕裂，至少要休息6個月。

#### 2020-2021年 首度傷後復出，連兩戰奪冠、年終賽收亞
2020年，受到2019冠狀病毒病影響，多場國際賽事停擺（取消或延期），2020全英賽後，馬琳在10月中登場的丹麥羽球公開賽中一路過關斬將，決賽時遇上了來自日本的奧原希望，以0比2（19-21、17-21）惜敗，收穫亞軍。2021年1月，延期一個月舉行的2020年世界羽聯世界巡迴賽總決賽於泰國曼谷舉行，馬琳在前兩站（均因疫情新增）決賽均遇上來自台灣的戴資穎，連兩站奪冠。 但在年終賽時，在取得小組兩連勝後，於爭小組第一時以1比2（16-21 、21-14、19-21）敗於南韓的安洗瑩，以小組第二之姿晉級四強，四強時以2比0（21-13、21-13）擊敗東道主、來自泰國的蓬帕威·磋楚翁晉級決賽。1月31日，在決賽時三度遇上戴資穎，但此番陷入苦戰，在拿下第一局後，第二局受到對手多次調動導致失誤偏多，決勝局最後亦遭到逆轉，最終以1比2（21-14、8-21、19-21）落敗，收穫亞軍，但已創下個人在年終賽的最佳紀錄。

#### 左膝十字韌帶斷裂
2021年6月，在延期一年舉行的2020年奧林匹克運動會開幕前一個月，馬琳在一次訓練中受傷，經檢查為左膝前十字韌帶與半月板撕裂，因而退出了當年7月下旬開幕的2020年夏季奧林匹克運動會羽毛球女子單打比賽 ，同時也宣告衛冕失敗。

#### 二度傷後復出，歐錦賽6連霸
2022年4月，經歷兩次大傷的馬琳重返賽場，參加了當年舉行的2022年歐洲羽毛球錦標賽，一路過關斬將，最終在決賽以2-0（21-10、21-12）擊敗了英格蘭選手克里斯蒂·吉爾莫，締造了史無前例的6連霸，並成為歐洲史上第一人。

### 2023年：世錦賽、年終賽重返決賽
2023年8月，馬琳以大會第5號種子參加了於丹麥哥本哈根舉行的2023年世界羽毛球錦標賽，在8強時以2-0（21-16、21-14）擊敗了大會第4號種子、來自中華台北的戴資穎，在準決賽時更以直落二（23-21、21-13）擊敗了大會第2號種子、尋求賽史三連霸、來自日本的山口茜，時隔五年再次重返世錦賽決賽，可惜在決賽時以0-2（12-21、10-21）不敵大會頭號種子、來自南韓的安洗瑩，最終收穫亞軍、無緣賽史第四冠。
同年12月，馬琳參加了於中國杭州舉行的2023年世界羽聯世界巡迴賽總決賽，在小組賽取得對戰兩連勝後，於爭奪小組第一時，以2-0（25-23、24-22）驚險擊敗大會女單第2種子，來自中國的陳雨菲，並以小組第一之姿晉級四強；四強時仍是同樣的對手，但四強賽時馬琳則是以2-1（21-17、19-21、21-13），有驚無險的擊敗地主好手並重返年終賽決賽。決賽時，馬琳遇上了老對手戴資穎，但在拿下第一局後被對手讓一追二，加上個人失誤偏多，最終以1-2（21-12、14-21、18-21）遭到逆轉，再次收穫亞軍，依舊無法在年終賽加冕。

### 2024年：全英和瑞士公開賽奪冠、歐錦賽七連冠、奥运抱憾
2024年3月，馬琳時隔九年，在全英公開賽中連續以直落二擊敗陳雨菲（21-17、21-15）、戴資穎（13-21、12-21）和山口茜（24-26、退賽 1-11），重新奪得冠軍。
3月24日，馬琳以（21-19、13-21、22-20）擊敗印尼的東宗，獲得瑞士羽毛球公開賽冠軍，以背靠背連續的姿態獲得勝利。
4月，馬琳再次創造歷史，在歐洲羽毛球錦標賽中，以（21-11、21-18）擊敗來自蘇格蘭的選手克里斯蒂·吉爾莫，連續七次獲得該賽事冠軍。
7月，以3号种子的身份参加巴黎奥运会羽毛球女单比赛并打入四强，在8月4日举行的半决赛中对阵6号种子中国选手何冰娇。她在先胜一局，第二局10:6领先的情况下右膝突然受伤，戴上护膝坚持打了两球之后，因伤势已不允许她继续坚持，无奈宣布退赛，最终获得第四名。晋级决赛的何冰娇表示，马林的发挥非常好，而自己打得十分被动，根本不敢想进决赛的事。

## 技術特點
卡罗琳娜·马林的进攻天赋出众，扣球力量大、爆发力十足、速度快、網前動作細膩，欧洲媒体把她视为继承丹麦蒂內·拉斯穆森“暴力型”打法的代表，在女子選手中，速度和力量遠勝於其他選手。此外，她的阅读比赛和预判能力亦相當強，能在比赛中识破對手的假动作，从而成功做出防守。
卡罗琳娜·马林的杀手锏是快压后场，是羽毛球女單打法男性化的代表。其特徵是相較於女單過去的拉吊打法，在優秀的力量基礎上以體能、快速進攻為主，但是技術層面則相對粗糙。
此外，她每次得分都會發出标志性的高分贝怒吼，她擅於利用这种方式來释放紧张，同时给对手发出威胁。她曾在訪問中表示，在职业生涯的早期就发现，如果面对亚洲对手時打得闷声闷气，她们就会来劲，所以必须要喊叫，让她们看到你不服输。

## 主要比賽成績
只列出曾進入準決賽的國際賽事成績：
| 年份   | 賽事                       | 公開賽級別 | 項目     | 成績   |
| ------ | -------------------------- | ---------- | -------- | ------ |
| 2009年 | 歐洲青年羽毛球錦標賽       | 其他       | 女子單打 | 亞軍   |
| 2009年 | 塞浦路斯羽毛球國際賽       | 國際系列賽 | 女子單打 | 亞軍   |
| 2009年 | 愛爾蘭羽毛球國際賽         | 國際挑戰賽 | 女子單打 | 冠軍   |
| 2010年 | 塞浦路斯羽毛球國際賽       | 國際系列賽 | 女子單打 | 冠軍   |
| 2010年 | 愛爾蘭羽毛球國際賽         | 國際系列賽 | 女子單打 | 準決賽 |
| 2010年 | 意大利羽毛球國際賽         | 國際挑戰賽 | 女子單打 | 亞軍   |
| 2011年 | 瑞典斯德哥爾摩羽毛球國際賽 | 國際挑戰賽 | 女子單打 | 準決賽 |
| 2011年 | 西班牙羽毛球公開賽         | 國際挑戰賽 | 女子單打 | 冠軍   |
| 2011年 | 歐洲青年羽毛球錦標賽       | 其他       | 女子單打 | 冠軍   |
| 2011年 | 保加利亞羽毛球國際賽       | 國際挑戰賽 | 女子單打 | 準決賽 |
| 2011年 | 世界青年羽毛球錦標賽       | 其他       | 女子單打 | 季軍   |
| 2011年 | 愛爾蘭羽毛球國際賽         | 國際系列賽 | 女子單打 | 亞軍   |
| 2012年 | 西班牙羽毛球公開賽         | 國際挑戰賽 | 女子單打 | 準決賽 |
| 2012年 | 碧特博格羽毛球黃金大獎賽   | 黃金大獎賽 | 女子單打 | 準決賽 |
| 2013年 | 瑞典斯德哥爾摩羽毛球國際賽 | 國際挑戰賽 | 女子單打 | 冠軍   |
| 2013年 | 芬蘭羽毛球公開賽           | 國際挑戰賽 | 女子單打 | 冠軍   |
| 2013年 | 西班牙羽毛球公開賽         | 國際挑戰賽 | 女子單打 | 亞軍   |
| 2013年 | 加拿大羽毛球大獎賽         | 大獎賽     | 女子單打 | 準決賽 |
| 2013年 | 倫敦羽毛球黃金大獎賽       | 黃金大獎賽 | 女子單打 | 冠軍   |
| 2013年 | 蘇格蘭羽毛球大獎賽         | 大獎賽     | 女子單打 | 冠軍   |
| 2013年 | 意大利羽毛球國際賽         | 國際挑戰賽 | 女子單打 | 冠軍   |
| 2014年 | 德國羽毛球黃金大獎賽       | 黃金大獎賽 | 女子單打 | 準決賽 |
| 2014年 | 歐洲羽毛球錦標賽           | 其他       | 女子單打 | 冠軍   |
| 2014年 | 西班牙羽毛球公開賽         | 國際挑戰賽 | 女子單打 | 亞軍   |
| 2014年 | 澳洲羽毛球超級賽           | 超級賽     | 女子單打 | 亞軍   |
| 2014年 | 世界羽毛球錦標賽           | 其他       | 女子單打 | 冠軍   |
| 2014年 | 碧特博格羽毛球黃金大獎賽   | 黃金大獎賽 | 女子單打 | 準決賽 |
| 2014年 | 香港羽毛球超級賽           | 超級賽     | 女子單打 | 準決賽 |
| 2015年 | 印度羽毛球黃金大獎賽       | 黃金大獎賽 | 女子單打 | 亞軍   |
| 2015年 | 德國羽毛球黃金大獎賽       | 黃金大獎賽 | 女子單打 | 亞軍   |
| 2015年 | 全英羽毛球首要超級賽       | 首要超級賽 | 女子單打 | 冠軍   |
| 2015年 | 印度羽毛球超級賽           | 超級賽     | 女子單打 | 準決賽 |
| 2015年 | 馬來西亞羽毛球首要超級賽   | 首要超級賽 | 女子單打 | 冠軍   |
| 2015年 | 澳洲羽毛球超級賽           | 超級賽     | 女子單打 | 冠軍   |
| 2015年 | 世界羽毛球錦標賽           | 其他       | 女子單打 | 冠軍   |
| 2015年 | 丹麥羽毛球首要超級賽       | 首要超級賽 | 女子單打 | 準決賽 |
| 2015年 | 法國羽毛球超級賽           | 超級賽     | 女子單打 | 冠軍   |
| 2015年 | 香港羽毛球超級賽           | 超級賽     | 女子單打 | 冠軍   |
| 2015年 | 世界羽聯超級系列賽總決賽   | 首要超級賽 | 女子單打 | 準決賽 |
| 2016年 | 歐洲女子羽毛球團體錦標賽   | 其他       | 女子團體 | 季軍   |
| 2016年 | 全英羽毛球首要超級賽       | 首要超級賽 | 女子單打 | 準決賽 |
| 2016年 | 歐洲羽毛球錦標賽           | 其他       | 女子單打 | 冠軍   |
| 2016年 | 印尼羽毛球首要超級賽       | 首要超級賽 | 女子單打 | 準決賽 |
| 2016年 | 奧林匹克運動會羽毛球比賽   | 其他       | 女子單打 | 金牌   |
| 2016年 | 丹麥羽毛球首要超級賽       | 首要超級賽 | 女子單打 | 準決賽 |
| 2016年 | 香港羽毛球超級賽           | 超級賽     | 女子單打 | 準決賽 |
| 2017年 | 德國羽毛球黃金大獎賽       | 黃金大獎賽 | 女子單打 | 亞軍   |
| 2017年 | 印度羽毛球超級賽           | 超級賽     | 女子單打 | 亞軍   |
| 2017年 | 馬來西亞羽毛球首要超級賽   | 首要超級賽 | 女子單打 | 亞軍   |
| 2017年 | 新加坡羽毛球超級賽         | 超級賽     | 女子單打 | 亞軍   |
| 2017年 | 歐洲羽毛球錦標賽           | 其他       | 女子單打 | 冠軍   |
| 2017年 | 日本羽毛球超級賽           | 超級賽     | 女子單打 | 冠軍   |
| 2017年 | 中國羽毛球首要超級賽       | 首要超級賽 | 女子單打 | 準決賽 |
| 2018年 | 馬來西亞羽毛球大師賽       | 超級500賽  | 女子單打 | 準決賽 |
| 2018年 | 歐洲羽毛球女子團體錦標賽   | 其他       | 女子團體 | 季軍   |
| 2018年 | 歐洲羽毛球錦標賽           | 其他       | 女子單打 | 冠軍   |
| 2018年 | 世界羽毛球錦標賽           | 其他       | 女子單打 | 冠軍   |
| 2018年 | 日本羽毛球公開賽           | 超級750賽  | 女子單打 | 冠軍   |
| 2018年 | 中國羽毛球公開賽           | 超級1000賽 | 女子單打 | 冠軍   |
| 2018年 | 中國福州羽毛球公開賽       | 超級750賽  | 女子單打 | 準決賽 |
| 2019年 | 馬來西亞羽毛球大師賽       | 超級500賽  | 女子單打 | 亞軍   |
| 2019年 | 印尼羽球大師賽             | 超級500賽  | 女子單打 | 亞軍   |
| 2019年 | 中國羽毛球公開賽           | 超級1000賽 | 女子單打 | 冠軍   |
| 2019年 | 丹麥羽毛球公開賽           | 超級750賽  | 女子單打 | 準決賽 |
| 2019年 | 法國羽毛球公開賽           | 超級750賽  | 女子單打 | 亞軍   |
| 2019年 | 賽義德·莫迪羽毛球國際      | 超級300賽  | 女子單打 | 冠軍   |
| 2019年 | 意大利羽毛球國際赛         | 國際挑戰賽 | 女子單打 | 冠軍   |
| 2020年 | 馬來西亞羽毛球大師賽       | 超級500賽  | 女子單打 | 準決賽 |
| 2020年 | 印尼羽毛球大師賽           | 超級500賽  | 女子單打 | 亞軍   |
| 2020年 | 泰國羽毛球大師賽           | 超級300賽  | 女子單打 | 準決賽 |
| 2020年 | 西班牙羽毛球大師賽         | 超級300賽  | 女子單打 | 亞軍   |
| 2020年 | 全英羽毛球公開賽           | 超級1000賽 | 女子單打 | 準決賽 |
| 2020年 | 丹麥羽毛球公開賽           | 超級750賽  | 女子單打 | 亞軍   |
| 2020年 | 薩洛盧羽毛球公開賽         | 超級100賽  | 女子單打 | 準決賽 |
| 2020年 | YONEX泰國羽毛球公開賽      | 超級1000賽 | 女子單打 | 冠軍   |
| 2020年 | TOYOTA泰國羽毛球公開賽     | 超級1000賽 | 女子單打 | 冠軍   |
| 2020年 | 世界羽聯世界巡迴賽總決賽   | 總決賽     | 女子單打 | 亞軍   |
| 2021年 | 瑞士羽毛球公開賽           | 超級300賽  | 女子單打 | 冠軍   |
| 2021年 | 歐洲羽毛球錦標賽           | 其他       | 女子單打 | 冠軍   |
| 2022年 | 歐洲羽毛球錦標賽           | 其他       | 女子單打 | 冠軍   |
| 2022年 | 加拿大羽球公開賽           | 超級100賽  | 女子單打 | 準決賽 |
| 2022年 | 法國羽毛球公開賽           | 超級750賽  | 女子單打 | 亞軍   |
| 2023年 | 印尼羽毛球大師賽           | 超級500賽  | 女子單打 | 亞軍   |
| 2023年 | 西班牙羽毛球大師賽         | 超級300賽  | 女子單打 | 準決賽 |
| 2023年 | 奧爾良羽毛球大師賽         | 超級300賽  | 女子單打 | 冠軍   |
| 2023年 | 泰國羽毛球公開賽           | 超級500賽  | 女子單打 | 準決賽 |
| 2023年 | 印尼羽毛球公開賽           | 超級1000賽 | 女子單打 | 亞軍   |
| 2023年 | 歐洲運動會羽毛球比賽       | 其他       | 女子單打 | 金牌   |
| 2023年 | 世界羽毛球錦標賽           | 其他       | 女子單打 | 亞軍   |
| 2023年 | 丹麥羽毛球公開賽           | 超級750賽  | 女子單打 | 亞軍   |
| 2023年 | 世界羽聯世界巡迴賽總決賽   | 總決賽     | 女子單打 | 亞軍   |
| 2024年 | 歐洲羽毛球男女子團體錦標賽 | 其他       | 女子團體 | 亞軍   |
| 2024年 | 全英羽毛球公開賽           | 超級1000賽 | 女子單打 | 冠軍   |
| 2024年 | 瑞士羽毛球公開賽           | 超級300賽  | 女子單打 | 冠軍   |
| 2024年 | 歐洲羽毛球錦標賽           | 其他       | 女子單打 | 冠軍   |
| 2024年 | 印尼羽毛球公開賽           | 超級1000賽 | 女子單打 | 準決賽 |
| 2024年 | 奧林匹克運動會羽毛球比賽   | 其他       | 女子單打 | 殿軍   |

| 2007-2017年 | 首要超級賽 | 超級賽 | 黃金大獎賽 | 大獎賽 | 國際挑戰賽 | 國際系列賽 | 未來系列賽 | 其他 |

| 2018-2026年 | 總決賽 | 超級1000賽 | 超級750賽 | 超級500賽 | 超級300賽 | 超級100賽 | 國際挑戰賽 | 國際系列賽 | 未來系列賽 | 其他 |

### 奧運會和世錦賽參賽紀錄
|          | 2011 | 2012       | 2013 | 2014 | 2015 | 2016 | 2017 | 2018 | 2019 | 2020 | 2021  | 2022 | 2023 | 2024  |
| -------- | ---- | ---------- | ---- | ---- | ---- | ---- | ---- | ---- | ---- | ---- | ----- | ---- | ---- | ----- |
| 女子單打 | 16強 | 小組第二名 | 8強  | 冠軍 | 冠軍 | 金牌 | 8強  | 冠軍 | －   | －   | 32強1 | 8強  | 亞軍 | 殿軍1 |

- ^  注解1：退賽

### 世界冠軍頭銜
- 卡罗琳娜·马林共计夺得4项羽毛球世界冠軍頭銜，同时于2016年里约奥运会夺冠后便完成大满贯壮举[44]。

| 次数 | 賽事   | 夺冠时间         |
| ---- | ------ | ---------------- |
| 1次  | 奥运会 | 2016             |
| 3次  | 世锦赛 | 2014、2015、2018 |
| 總計 | 4      |                  |

### 欧洲冠軍頭銜
| 次數 | 欧洲赛事大满贯 | 日期                                     | 连冠   |
| ---- | -------------- | ---------------------------------------- | ------ |
| 1    | 欧运会         | 2023                                     |        |
| 7    | 欧錦赛         | 2014、2016、2017、2018、2021、2022、2024 | 三连冠 |

## 主要對賽紀錄
卡罗琳娜·马林與主要對手的對賽成績如下：
| 對手               | 對賽次數 | 對賽結果 | 對賽結果 | 勝差 |
| 對手               | 對賽次數 | 勝       | 負       | 勝差 |
| ------------------ | -------- | -------- | -------- | ---- |
| 戴資穎             | 24       | 12       | 12       | 0    |
| 蓬帕威·磋楚翁      | 10       | 9        | 1        | +8   |
| 布桑兰·恩布鲁庞    | 7        | 7        | 0        | +7   |
| 妮查恩·金達蓬      | 6        | 5        | 1        | +4   |
| 拉差诺·依瑟儂      | 13       | 6        | 7        | -1   |
| 三谷美菜津         | 7        | 7        | 0        | +7   |
| 高橋沙也加         | 7        | 6        | 1        | +5   |
| 山口茜             | 17       | 10       | 7        | +3   |
| 佐藤冴香           | 5        | 3        | 2        | +1   |
| 奥原希望           | 17       | 9        | 8        | +1   |
| 成池鉉（退役）     | 9        | 8        | 1        | +7   |
| 安洗瑩             | 10       | 4        | 6        | -2   |
| 普萨拉·文卡塔·辛度 | 17       | 11       | 6        | +5   |
| 塞娜·内维尔        | 13       | 7        | 6        | +1   |
| 何冰嬌（退役）     | 10       | 7        | 3        | +4   |
| 陳雨菲             | 12       | 6        | 6        | 0    |
| 李雪芮（退役）     | 6        | 3        | 3        | 0    |
| 孫瑜（退役）       | 9        | 4        | 5        | -1   |
| 王適嫻（退役）     | 9        | 4        | 5        | -1   |
| 王仪涵（退役）     | 7        | 3        | 4        | -1   |
| 葉姵延             | 5        | 5        | 0        | +5   |
| 卡琳·施纳泽        | 6        | 6        | 0        | +6   |
| 李文珊             | 7        | 5        | 2        | +3   |
| 張蓓雯             | 10       | 8        | 2        | +6   |
| 克里斯蒂·吉尔莫    | 12       | 10       | 2        | +8   |
| 克洛伊·马吉        | 7        | 6        | 1        | +5   |
| 琳达·塞奇妮        | 8        | 6        | 2        | +4   |
| 內斯里漢·伊吉特    | 6        | 6        | 0        | +6   |
| 萊恩·杰克斯菲德    | 14       | 13       | 1        | +12  |
| 米婭·布里西費爾特  | 6        | 5        | 1        | +4   |
| 齊雪霏             | 5        | 5        | 0        | +5   |

## 其他獎項
2018年底，西班牙第一体育大报《马卡报》票选西班牙2018年度最佳女运动员，马琳以50.42%的支持率當選，她對於自己能獲獎表示：“能登上这么大的报纸头版真的是太棒了，希望羽毛球的未来变得更好，至少要能与网球、篮球比较。”
| 年份   | 頒獎典禮                       | 獎項                   | 結果 | 參考   |
| ------ | ------------------------------ | ---------------------- | ---- | ------ |
| 2009年 | 歐洲羽協安達魯西亞未來體育之星 | 未來體育之星           | 獲獎 | [ 46 ] |
| 2009年 | 歐洲羽協韦尔瓦最佳女運動員     | 最佳女運動員           | 獲獎 | [ 47 ] |
| 2015年 | 世界羽联最佳女運動員           | 最佳女運動員           | 獲獎 | [ 48 ] |
| 2018年 | 西班牙羽協最佳女運動員         | 最佳女運動員           | 獲獎 | [ 49 ] |
| 2021年 | 世界羽联最佳女運動員           | 最佳女運動員           | 提名 | [ 50 ] |
| 2024年 | 阿斯图里亚斯亲王体育奖         | 阿斯图里亚斯亲王体育奖 | 獲獎 | [ 51 ] |

## 著作
- Carolina Marín; Fernando Rivas. . Planeta. 2016. ISBN 9788408154914. OCLC 951096823 （西班牙语）.（直译：「用你的生命去战斗」[52]）
- Carolina Marín. . HarperCollins. 2021. ISBN 9788491394747. OCLC 1200307783 （西班牙语）.（直译：「我可以，因為我認為我可以」）

## 外部連結
- 卡罗琳娜·马林在国际奥林匹克委员会的资料
- 卡罗琳娜·马林的Facebook專頁
- 卡罗琳娜·马林的X（前Twitter）
- 卡罗琳娜·马林的Instagram帳戶
- 卡罗琳娜·马林的新浪微博
- 官方博客